# Émile Cornez
Émile Cornez (Dour, 5 maart 1900 - Casteau, 24 juli 1967) was een Belgisch politicus, gouverneur en een Waals militant.
Cornez was gouverneur van de provincie Henegouwen tussen 1944 en 1967. Als provinciegouverneur was hij nauw betrokken bij de sluiting van een aantal Waalse steenkoolmijnen en de economische gevolgen die de sluiting met zich meebracht.
Vanaf 1948 was Cornez voorzitter van de Waalse Economische Raad, een organisatie die door de Waalse Beweging in het leven geroepen was om de economische problemen van Wallonië te bestuderen en om voorstellen te formuleren om de problemen op te lossen. Cornez bleef wel een voorstander van het federalisme. Om gezondheidsredenen diende hij in 1962 af te treden.
Door zijn onophoudelijke activiteiten op economische gebied in de verschillende functies die hij uitoefende genoot Cornez veel aanzien. In 1966 werd Émile Cornez benoemd tot minister van Staat.

## Werken
- Hainaut d'hier et d'aujourdhui (1962)
- Problèmes de l'humanisme contemporain (1964)
- Crise de civilisation et nouvel humanisme (1967)

- Gemeinsame Normdatei: 126223157
- International Standard Name Identifier: 0000 0000 1419 5874
- Nederlandse Thesaurus van Auteursnamen: 226756564
- Virtual International Authority File: 50213009
- WorldCat: E39PBJcBTV3bH99jMkgXcmyTpP